# メアリー・ベレンソン

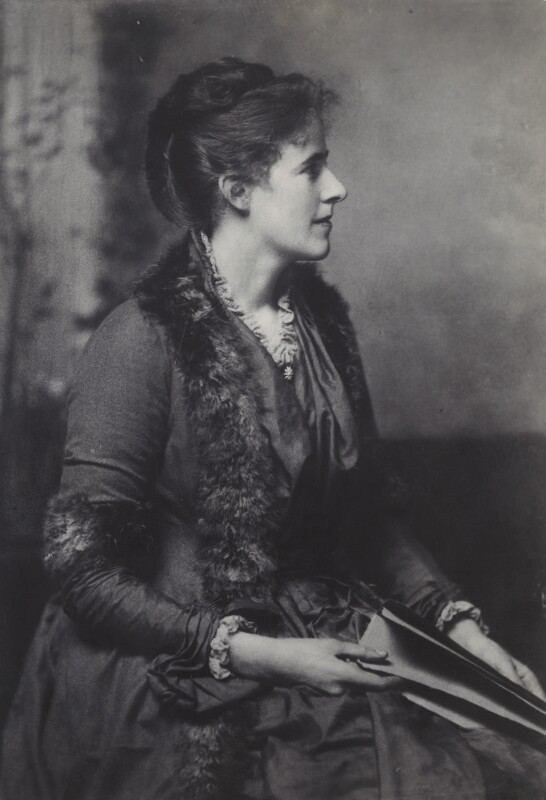
現在はロンドンのナショナル・ポートレート・ギャラリーに所蔵されている『メアリー・ベンソン（旧姓: スミス）はゴーストライター?』に掲載された1885年当時のメアリー・ベレンソンの肖像写真。

メアリー・ベレンソン（Mary Berenson、出生名: メアリー・ウィトール・スミス（Mary Whitall Smith）、1864年（ペンシルベニア州）- 1945年（イタリア））は美術史家であるが、現在では再婚相手であるバーナード・ベレンソンの著作の幾つかに大きく関わっていたと見なされている 。

## 経歴
信徒指導者のロバート・ピアソル・スミスを父に、信徒演説者で作家のハンナ・ウィトール・スミス（旧名: ハンナ・テータム・ウィトール）を母に持つ。1884年から1885年までラドクリフ・カレッジ（現在のラドクリフ高等研究所）に通っていた。そこで法廷弁護士であるアイルランド人のベンジャミン・"フランク"・コーン・コステローと出会い、1885年に結婚した。この結婚を根拠に、弟でエッセイストのローガン・ピアソル・スミスや妹でエッセイストのアリーズ・ピアソル・スミスを含む家族全員が1888年に渡英した。しかしながら1892年に2人はとっくに別居したものの、フランクは離婚を承諾しようとはしなかった。
メアリーはフランク・コステローとの間にレイチェル・ストレイチーとカリン・スティーヴンという2人の娘をもうけた。娘2人を通じて、メアリーはイギリス人芸術家や文学者が属するブルームズベリー・グループとは密接な関係にあった。次女のカリンはヴァージニア・ウルフの弟であるエイドリアン・スティーヴンと、長女のレイチェルは伝記作家のリットン・ストレイチーの兄で英国外務省官僚のオリヴァー・ストレイチーとそれぞれ結婚した。
1888年、ロンドンでバーナード・ベレンソンと出会う。美術史の権威となった彼女はベレンソンをイタリアに連れて行った。ベレンソンは美術専門家として名声を馳せ、そのことが実質的にメアリーがバーナードの仕事を手伝うきっかけになったと考えられている。2人の著作である『ルネサンスのイタリア画家』は1894年にベレンソンの名で出版された。この作品が彼女の功績にならないようにと、メアリーの母親がメアリーに頼んだと伝えられている。
最初の夫であるフランクが亡くなった後の1900年にメアリーとベレンソンはようやく結婚したとはいえ、ともに不倫状態にあり、これは互いに傷つけあうのが好みだからだとメアリーは信じていた。
彼女のアメリカでの講演活動は20世紀最初の10年間においてアメリカの裕福な収集家の間でイタリア・ルネサンス芸術への関心を深めていく手助けとなった。
その後になって、ベレンソンは自宅であるヴィラ・イ・タッティに社交界仲間を呼び集め、自宅の庭園を造成した。小説家でデザイナーのイーディス・ウォートン、詩人で美術収集家のガートルード・スタイン、作家のガブリエーレ・ダンヌンツィオ、経済学者のジョン・メイナード・ケインズ、および美術収集家で慈善家のイザベラ・スチュワート・ガードナーなど、この時代において著名な名士達をもてなした。
1927年になり、客をもてなすことに疲れ果てたメアリーは夫妻の司書であるエリザベス・マリアーノに接待の仕事を任せることにした。マリアーノはバーナードの恋人の一人であり、ずっと後になってメアリーはマリアーノとベレンソンとの結婚を認める手紙を書くことになる。晩年には長い期間病で苦しみ、1935年には殆ど病弱になってしまった。1940年、長女のレイチェルが外科手術による合併症で亡くなった上、夫がユダヤ人であったため、イタリア・ファシスト政権の規約に基づいて夫の元を追われた彼女はマリアーノの妹に預けられることになった。1945年に亡くなるまで、メアリーはイ・タッティで暮らした。